# Adrian Păunescu

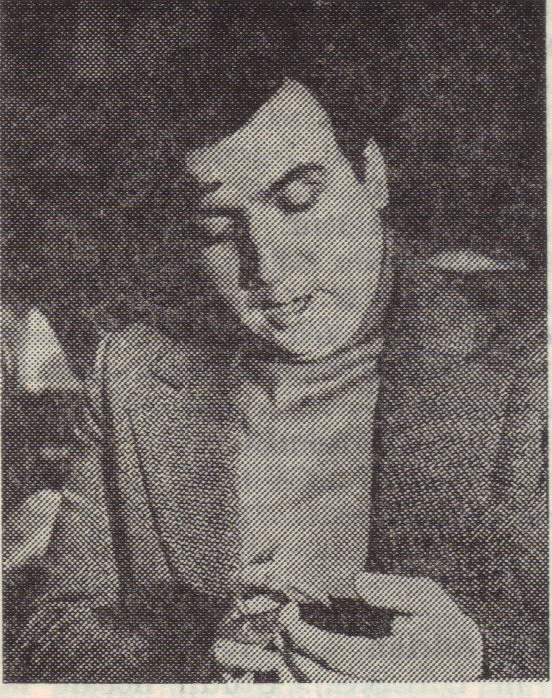
Poetul Adrian Păunescu în tinerețe

Adrian Păunescu (n. 20 iulie 1943, Copăceni, raionul Sîngerei, Republica Moldova – d. 5 noiembrie 2010, București, România) a fost critic literar, eseist, director de reviste, poet, publicist, textier, scriitor, traducător și politician român.
Adrian Păunescu este cunoscut mai ales ca poet — debutând în 1960 și fiind unul dintre cei mai prolifici autori români ai perioadei — și ca organizator al Cenaclului Flacăra, întrunire muzical-culturală desfășurată periodic în anii 1973–1985, de regulă în orașele mari ale României, unde artiștii promovați de poet prezentau lucrări muzicale și literare în fața unui public numeros. În cadrul cenaclului, Păunescu a încurajat cultura de masă îndrăgită de publicul tânăr, fiind tolerat până la un punct de puterea comunistă care însă l-a închis în cele din urmă; el a inventat sintagmele „generația în blugi” și „muzică tânără” pentru a-și desemna tinerii spectatori amatori ai unui stil vestimentar nonconformist, respectiv sonoritățile iubite de aceștia, ale genurilor folk și rock.
Păunescu și-a început activitatea publicistică în 1973, an când intră la conducerea revistei Flacăra. Devenit incomod, este destituit în iulie 1985. Pretextul imediat a fost scandalul busculadei iscate la concertul Cenaclului Flacăra din Ploiești din iunie 1985, însă Păunescu devenise cunoscut și pentru criticile la adresa puterii (vezi, de exemplu, poemul „Analfabeții”, publicat în 1980 în Flacăra). După căderea comunismului nu i s-a permis reîntoarcerea la conducerea revistei Flacăra, astfel că, în toamna anului 1990 fondează revista Totuși iubirea. În calitate de publicist a mai condus pentru o scurtă perioadă, în 1999, ziarul Sportul românesc, și a realizat emisiuni de fotbal la postul de televiziune Antena 1.
În perioada comunistă a fost considerat de mulți români un sicofant pentru felul în care îl lăuda pe șeful de stat Nicolae Ceaușescu.
Indiscutabil, orientarea politică a lui Păunescu a fost întotdeauna una de stânga. Relația lui Păunescu cu puterea comunistă poate fi considerată ca ambiguă, Păunescu manifestându-se nu ca un critic radical al sistemului sau al ideologiei. Critica sa se orientează mai degrabă asupra derapajelor puterii politice și a neajunsurilor economice. După 1989, Păunescu nu reneagă ideologia socialistă, intrând rapid în Partidul Socialist al Muncii creat de Ilie Verdeț.

## Familia și educația

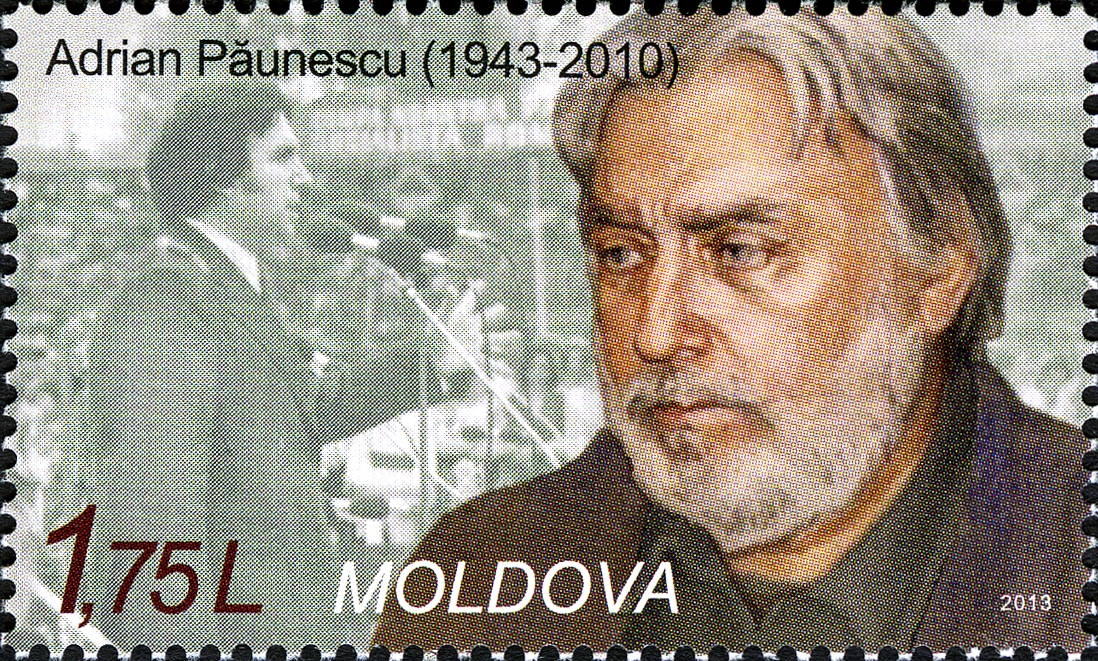
Timbru poștal din Republica Moldova cu imaginea lui Adrian Păunescu

Deși născut în Basarabia (Republica Moldova de astăzi), Păunescu și-a petrecut cea mai mare parte a copilăriei la Bârca, în județul Dolj. A absolvit Colegiul Național Carol I din Craiova și, în 1960, Școala Centrală (la data aceea Zoia Kosmodemianskaia), fiind coleg, printre alții, cu actrița Silvia Năstase. Tatăl lui Păunescu, membru al Partidului Național Liberal, a fost condamnat pentru „activități anti-comuniste” de regimul stalinist de după 1945 la 15 ani de închisoare și, din această cauză, Păunescu a trebuit să aștepte trei ani înainte de a se putea înscrie la facultate. A studiat filologia la Universitatea din București.
În perioada 1970-1971 a participat alături de soția sa de atunci, poeta Constanța Buzea, la workshop-ul literar condus de poetul american Paul Engle la Universitatea din Iowa, SUA.

## Activitate

### Scriitor
A debutat ca autor literar în anul 1960. Autorul a peste cincizeci de cărți, în majoritate volume de versuri, Păunescu a fost unul dintre cei mai prolifici poeți români contemporani. Cărțile sale au fost editate într-un tiraj record de peste un milion de exemplare. Un număr apreciabil de poezii ale sale au fost făcute cunoscute prin punerea lor pe muzică de către compozitori din genurile folk și rock; există și situații în care Păunescu a colaborat direct cu muzicienii, îndeosebi în cadrul Cenaclului Flacăra.
Talentul său poetic a fost apreciat de mulți critici literari importanți. Astfel, Șerban Cioculescu a spus că Adrian Păunescu că este cel mai mare poet social de după Tudor Arghezi, iar Eugen Simion îl consideră "ultimul mare poet social român".

### În Cenaclului Flacăra
- 17 septembrie 1973 - înființează Cenaclul „Flacăra”, adevărat fenomen de masă, cu care susține, până la interzicerea sa, în 16 iunie 1985, 1.615 manifestări de muzică, poezie și dialog, în fața a mai mult de 6 milioane de spectatori[13]
- Pe scena Cenaclului „Flacăra”, se lansează spre marele public, cele mai faimoase figuri ale muzicii tinere românești, poeți și alți creatori
- În 1982, apare triplul album de discuri LP, „Cenaclul Flacăra în concert”, iar în 1983, este realizată, fără a putea fi cuprinse decat puține filmări, pelicula de 70 de minute „Cenaclul Flacăra - Te salut, generație în blugi”, interzisă imediat de autorități
- În urma unor incidente înregistrate la un concert al Cenaclului Flacăra la Ploiești, activitatea cenaclului este interzisă până în 1990. Incidentele s-au datorat pe de-o parte condițiilor meteo (furtună) care au făcut să fie oprit curentul electric pe Stadionul Petrolul, iar pe de altă parte faptului că unii participanți au profitat de această ocazie și au creat o busculadă, soldată, se pare cu victime. La acel moment incidentul a fost trecut sub tăcere de către autoritățile comuniste.
- 7 mai 1990 - înființează Cenaclul „Totuși iubirea”, pe Stadionul din Drobeta Turnu-Severin, sub impulsul ziaristului Dumitru Vișan și al fotbalistului Ilie Balaci. În cei peste zece ani de activitate, noul cenaclu susține concerte de mare succes, în țară și dincolo de actualele granițe, în special la Chișinău. O parte din activitatea de excepție a Cenaclului „Totuși iubirea” se regăsește în seria de casete audio și video editate de Fundația Iubirea, între 1995 și 1999

### Jurnalist și om de televiziune
În anii '70, Adrian Păunescu a devenit o figură importantă în mass-media românească. El a fost redactor șef adjunct la România literară și redactor șef șa Revista Flacăra. Cenaclul Flacăra și revistele pe care le-a dirijat au exercitat o atracție indiscutabilă asupra tineretului și a vieții publice din România datorită combinației de idei de stânga de inspirație occidentală și de naționalism. Numeroși muzicieni din genurile rock și folk pe care autoritățile comuniste îi puteau considera „subversivi” au fost lansați sau promovați de Păunescu prin recenzii ori prin introducerea lor în Cenaclul Flacăra.
- 1977-1981, la ideea lui Dumitru Popescu, realizează la Televiziunea Română un ciclu de emisiuni de descoperire și valorificare a potențialului creator cultural național („Antena vă aparține”, „Antena Cântării României”, „Gala Antenelor”, „Descoperirea României”, „Redescoperirea României”, etc.)
- Din 1992 participă, în calitate de invitat, la emisiuni pe teme politice și culturale, la Televiziunea Româna 1 (cea mai de răsunet fiind cea realizată de Mihai Tatulici, în 17 iulie 1992[judecată de valoare]) și TVR 2 (Seratele muzicale ale lui Iosif Sava, Ceaiul de la ora 5, al Marinei Almășan), TV Antena 1 (inclusiv la „Milionarii de la miezul nopții”, realizator Marius Tucă și la emisiunea „Printre rânduri”, a lui Radu Herjeu), Tele 7 abc, Pro TV, Tv Sigma, Super Nova din București, Tele + și Cinemar Baia Mare, TV-Valcea, TV-Deva, TerraSat Craiova, Dags TV Petroșani, TV Slobozia, TV Bacău, TV Lugoj, Terra Sat Reșița, Cony Sat Tulcea, alte posturi locale de televiziune, la Radio România, Radio 21, Radio 2M+, Radio Total, Radio Blue Jeans Slobozia, Europa Liberă etc.
- 27 martie 1998 - realizează Duplexul București-Chișinău, la TVR 2
- 21 martie 1998 - 2 aprilie 1999 - realizează, la Televiziunea Națională Antena 1, emisiunea saptămânala de cultură, civilizație, eveniment și performanță „Schimbul de noapte - Pariul pe insomnie” (dialoguri cu personalități, recitaluri de muzică de toate genurile, lansări și relansări de talente din muzică, literatură, plastică, știință, sănătate, teatru, expoziții de pictură, fotografie si sculptură, rubrici de cultură economică, mitologie istorică a neamului, limba română actuală, reportaje de actualitate, alte rubrici de cultură, dialog și civilizație vii. Din 9 aprilie 1999, emisiunea iși schimbă denumirea, respectiv „O șansă pentru fiecare” (se difuzează vinerea, 12 ediții, până la 25 iunie 1999[necesită citare]) iar din 25 iulie 1999 până în 14 decembrie 1999, când are loc ultima ediție, emisiunea se difuzează duminică noaptea, de la ora 1, în continuarea emisiunii „Meciul meciurilor”, în cadrul mega-emisiunii „O noapte cu Adrian Paunescu”.
- 7 martie-14 decembrie 1999 - realizator al emisiunii duminicale TV Meciul Meciurilor - Fotbal Club Antena 1
- Din 26 ianuarie 2000 - realizează, la Tele 7 abc, două noi emisiuni saptămânale: „O noapte cu Adrian Paunescu” (talk–show, sâmbătă noaptea) și „Cenaclul Totuși iubirea” (duminică seara)

### Om politic
Relația lui Păunescu cu regimul Ceaușescu este în general considerată ca ambiguă, mergând de la scrierea de poeme adulatoare la critici publice directe. Aceasta explică și varietatea pozițiilor pro și contra Păunescu de după 1989.
Între 1966 și 1968 a fost secretar al organizației U.T.C. de la Uniunea Scriitorilor din România, iar în august 1968 a devenit membru al Partidului Comunist Român. Ca membru al PCR, a fost sancționat cu vot de blam cu avertisment, în toamna anului 1985.
După revoluția din 1989, s-a retras pentru scurt timp din viața publică, dar din 1992 a fost membru al Partidului Socialist al Muncii (de orientare socialistă, absorbit ulterior de Partidul Social Democrat), căruia i-a devenit vicepreședinte în 1993 și prim-vicepreședinte și purtător de cuvânt în 1994; în legislatura 1992-1996, Adrian Păunescu a fost senator de Dolj din partea acestui partid. În legislatura 1992-1996, Adrian Păunescu a inițiat 3 propuneri legislative.
Ca senator, Adrian Păunescu a fost președinte al Comisiei senatoriale de cultură, artă și mass-media și al Grupului Parlamentar „Partida Națională”. A fost membru al delegației parlamentare române la Consiliul Europei de la Strasbourg, și, din această calitate, observator european la alegerile din Republica Moldova (1994) și Republica Croația (1995).
În 1994, este ales vicepreședinte al Grupului Politic Stânga Europeană Unită.
În februarie 1996 a fost desemnat candidat al PSM la alegerile prezidențiale din 1996, la care a obținut, însă, doar 0,69% din voturi, pierzând alegerile în primul tur de scrutin.
Tot la alegerile din 1996, PSM nu a mai intrat în parlament, iar din 10 octombrie 2000, Păunescu a devenit membru al Partidului Democrației Sociale din România (devenit, din 16 iunie 2001, Partidul Social Democrat), partid cu care fosta sa grupare, PSM, avea să fuzioneze ulterior. Ca membru al PSD, a fost ales din nou senator de Dolj, pentru legislatura 2000-2004. În această nouă legislatură, Adrian Păunescu a îndeplinit din nou funcția de Președinte al Comisiei Senatului pentru Cultură, Culte, Artă și Mijloace de Informare în Masă. De asemenea a fost membru al Comisiei Interparlamentare București-Chișinău, precum și al grupurilor parlamentare de prietenie cu Republica Populară Chineză (grup al cărui președinte a fost), Republica Turcia și Republica Portugheză. În legislatura 2000-2004, Adrian Păunescu a inițiat 6 propuneri legislative din care 1 a fost promulgată lege.
În legislatura 2004-2008, Adrian Păunescu  a fost senator de Hunedoara din partea PSD. În cadrul activității sale parlamentare în legislatura 2004-2008, Adrian Păunescu a fost membru în grupurile parlamentare de prietenie cu Regatul Țărilor de Jos (Olanda), Irlanda și Republica Populară Chineză. Adrian Păunescu a inițiat 7 moțiuni și 17 propuneri legislative, din care 2 au fost promulgate legi.

### Afilieri
- Președinte al Fundației "Iubirea"
- Președinte al Fundației "Constantin"

## Cărți publicate
- Ultrasentimente (1965, poezii, debut editorial)
- Mieii primi (1966, poezii)
- Fântâna somnambulă (1968, poezii)
- Cărțile poștale ale morții (1970, proză fantastică)
- Aventurile extraordinare ale lui Hap și Pap (1970, literatură pentru copii, cu ilustrații de Constanța Buzea, prima lui soție)
- Viață de excepții (1971, antologie de poezii)
- Sub semnul întrebării (1971, interviuri)
- Istoria unei secunde (1971, poezii, trei ediții, prima fiind arsă de cenzura de partid)
- Lumea ca altă lume (1973, publicistică)
- Repetabila povară (1974, poezii)
- Pământul deocamdată (1976, poezii, două ediții)
- Poezii de până azi (1978, antologie de poezii, record mondial de tiraj pentru poezie, 155.000 exemplare, în colectia BPT, cu o prefață de Eugen Barbu și o postfață de Șerban Cioculescu)
- Sub semnul întrebării (1979, ediție revăzută și adăugită, interviuri)
- Manifest pentru sănătatea pământului (1980, poezii)
- Iubiți-vă pe tunuri (1981, poezii)
- De la Bârca la Viena și înapoi (1981, reportaj, jurnal, cu ilustrații de Andrei Păunescu)
- Rezervația de zimbri (1982, poezii, cu ilustrații de Ioana Păunescu)
- Totuși iubirea (1983, antologie de poezii)
- Manifest pentru mileniul trei - volumul 1 (1984, antologie de poezii)
- Manifest pentru mileniul trei - volumul 2 (1986, antologie de poezii, care conține un capitol de poeme inedite și unul de referințe critice)
- Locuri comune (1986, poezii)
- Viața mea e un roman(1987, poezii)
- Într-adevăr (1988, poezii, ilustrate de Andrei Păunescu)
- Sunt un om liber (1989, poezii). Această carte a fost retrasă de pe piață, în septembrie 1989, de îndată ce a apărut și a revenit printre cititori în martie 1990.
- Poezii cenzurate (1990, poezii, cu ilustrații de Andrei Păunescu, două ediții)
- Româniada (1993-1994, poezii, Trilogia căruntă)
- Bieți lampagii (1993-1994, poezii, Trilogia căruntă)
- Noaptea marii beții (1993-1994, poezii, Trilogia căruntă)
- Front fără învingători (1995, poezii)
- Infracțiunea de a fi (1996, poezii, cu o prezentare și o bibliografie de Andrei Păunescu)
- Tragedia națională (1997, poezii, referințe critice de Constantin Noica)
- Deromânizarea României (1998, poezii, texte introductive de Nichita Stănescu, Fănuș Neagu și Grigore Vieru)
- Cartea Cărților de Poezie (1999, ediția I, integrala poeziilor apărute în volume, și un capitol de versuri inedite. Cartea cuprinde toate cărțile de versuri publicate de Adrian Păunescu, de la debutul din 1965, până în 1999. Pe cât s-a putut, autorul a reconstituit și a oferit variantele adevărate ale poeziilor sale, pe care, în anumite cazuri, datorită cenzurii, le-a publicat, în volumele sale, cu titluri sau versuri schimbate)
- Meserie mizarabilă, sufletul (2000, poezii)
- Măștile însîngerate (2001, proze)
- Nemuritor la zidul morții (2001, poezii)
- Până la capăt (2002, poezii, 3 ediții)
- Liber să sufăr (2003, poezii, 3 ediții)
- Din doi în doi (2003, poezii)
- Eminamente (2003, poezii, 2 ediții)
- Cartea Cărților de Poezie (2003, ediție revăzută, adăugită și actualizată)
- Întoarcerea pe Atlantida (2003, traducere în limba sârbă de Adam Puslojici și Radomir Andri, Belgrad, antologie de poezii)
- Logica avalanșei (2005, poezii, ciclul Zi de zi)
- Antiprimăvara (2005, poezii, ciclul Zi de zi)
- Muguri pe ruguri (2005, poezii, ciclul Zi de zi)
- Ninsoarea de adio (2005, poezii, ciclul Zi de zi)
- Încă viu (2005/2008, poezii, ciclul Zi de zi)
- Un om pe niște scări (2006, poezii, ciclul Zi de zi)
- De mamă și de foaie verde (2006, poezii, ciclul Zi de zi)
- Copaci fără pădure (2006, poezii, ciclul Zi de zi)
- Lehamite (2006, poezii, ciclul Zi de zi)
- Doamne, ocrotește-i pe români! (2006, antologie de poezii 1968-1990)
- Suntem pe mâna unor nebuni (2006/2008, poezii, ciclul Zi de zi)
- Vagabonzi pe plaiul mioritic (2007, poezii, ciclul Zi de zi)
- Rugă pentru părinți (2007-2008, antologie de poezii)
- Generația '60 - Nichita Stănescu, Marin Sorescu, Ioan Alexandru (2007, teză de doctorat)
- Libertatea de unică folosință (2007, poezii, ciclul Zi de zi)
- Poezia patriotică în luptă cu homunculii (2009, studii critice)
- Vinovat de iubire (2010, roman)
- Ultima noapte pe Atlantida. Poezii vechi și noi (2010)

## Prezențe în traduceri și antologii
- Testament - Antologie de Poezie Română Modernă / Testament – Anthology of Modern Romanian Verse  – versiune bilingvă română și engleză – Daniel Ioniță (editor și traducător) asistat de Eva Foster, Daniel Reynaud și Rochelle Bews – Editura Minerva 2012 și 2015 (ediția a doua) - ISBN 978-973-21-1006-5
- Testament - Anthology of Romanian Verse - American Edition - monolingual English edition - Daniel Ionita (editor and principal translator) assisted by Eva Foster, Daniel Reynaud and Rochelle Bews - Australian-Romanian Academy for Culture - 2017 - ISBN 978-0-9953502-0-5
- Basarabia Sufletului Meu / The Bessarabia of My Soul - o colecție de poezie din Republica Moldova - bilingvă Română și Engleză - Daniel Ioniță și Maria Tonu (editori); Daniel Ioniță (traducător principal) cu Eva Foster, Prof.Dr. Daniel Reynaud și Rochelle Bews (asistenți la traducere) - Editura MediaTon, Toronto, Canada - 2018 - ISBN 978-1-7751837-9-2
- Testament - 400 Years of Romanian Poetry - 400 de ani de poezie românească - bilingual edition - Daniel Ionita (editor and principal translator) with Daniel Reynaud, Adriana Paul & Eva Foster - Editura Minerva, 2019 - ISBN: 978-973-21-1070-6